# Đông Thành (phường)
Đông Thành là một phường thuộc thành phố Hoa Lư, tỉnh Ninh Bình, Việt Nam.

## Địa lý
Phường Đông Thành nằm ở trung tâm thành phố Hoa Lư, có vị trí địa lý:
- Phía đông giáp Sông Đáy
- Phía nam giáp phường Vân Giang
- Phía tây giáp phường Tân Thành
- Phía bắc giáp phường Ninh Khánh.

Phường Đông Thành có diện tích là 1,81 km², dân số năm 2023 là 12.455 người, mật độ dân số đạt 6.881 người/km².
Phường có Quốc lộ 1 và Quốc lộ 10 đi qua.

### Cục hải quan Hà Nam Ninh
Cục Hải quan Hà Nam Ninh là cơ quan quản lý nhà nước về hải quan trên phạm vi địa bàn tỉnh Ninh Bình và các tỉnh Hà Nam, Nam Định. Cục Hải quan Hà Nam Ninh có trụ sở đặt tại số 2A, đại lộ Tràng An, phường Đông Thành. Tại vị trí phần đất mở rộng trước đó là chi cục Hải quan Ninh Bình.
Hải quan ở Ninh Bình hiện còn có Trụ sở Đội Thủ tục hải quan Cảng Ninh Phúc và Đội Thủ tục hải quan ICD Phúc Lộc thuộc Chi cục Hải quan Ninh Bình: Đường Nguyễn Huệ, phường Nam Bình, thành phố Ninh Bình, tỉnh Ninh Bình.

## Hành chính
Phường Đông Thành được chia thành 12 tổ dân phố: 1, 2, 3, 4, 5, 6, 7, 8, 9, 10, 11, 12.

## Lịch sử
Ngày 9 tháng 4 năm 1981, Hội đồng Chính phủ ban hành Quyết định số 151-CP về việc thành lập phường Vân Giang thuộc thị xã Ninh Bình trên cơ sở tách một phần diện tích và nhân khẩu của thị trấn Ninh Bình cũ thuộc huyện Hoa Lư.
Ngày 17 tháng 12 năm 1982, Hội đồng Bộ trưởng ban hành Quyết định số 200-HĐBT về việc tách xã Ninh Thành của huyện Hoa Lư (trừ 20 hécta đất của thôn Phúc Ám) để sáp nhập vào thị xã Ninh Bình quản lý.
Ngày 26 tháng 12 năm 1991, Quốc hội ban hành Nghị quyết về việc chia tỉnh Hà Nam Ninh thành tỉnh Nam Hà và tỉnh Ninh Bình. Khi đó, xã Ninh Thành và phường Vân Giang thuộc thị xã Ninh Bình, tỉnh Ninh Bình. 
Ngày 2 tháng 11 năm 1996, Chính phủ ban hành Nghị định số 69-CP (nghị định có hiệu lực từ ngày 1 tháng 1 năm 1997) về việc:
- Sáp nhập 29,97 ha diện tích tự nhiên và 855 nhân khẩu của xã Ninh Khánh thuộc huyện Hoa Lư vào thị xã Ninh Bình quản lý.
- Thành lập phường Đông Thành trên cơ sở 141,78 ha diện tích tự nhiên và 5.050 nhân khẩu của một phần xã Ninh Thành cũ; 16,88 ha diện tích tự nhiên và 756 nhân khẩu của một phần phường Vân Giang; 6,5 ha diện tích tự nhiên và 6 nhân khẩu của một phần xã Ninh Khánh.

Phường Đông Thành có diện tích tự nhiên 165,16 ha và 5.812 nhân khẩu.
Ngày 7 tháng 2 năm 2007, Chính phủ ban hành Nghị định số 19/2007/NĐ-CP về việc thành lập thành phố Ninh Bình thuộc tỉnh Ninh Bình. Phường Đông Thành trực thuộc thành phố Ninh Bình.
Ngày 10 tháng 12 năm 2024, Ủy ban Thường vụ Quốc hội ban hành Nghị quyết số 1318/NQ-UBTVQH15 về việc sắp xếp đơn vị hành chính cấp huyện, cấp xã của tỉnh Ninh Bình giai đoạn 2023 – 2025 (nghị quyết có hiệu lực từ ngày 1 tháng 1 năm 2025). Theo đó, thành lập thành phố Hoa Lư thuộc tỉnh Ninh Bình trên cơ sở thành phố Ninh Bình và huyện Hoa Lư. Phường Đông Thành trực thuộc thành phố Hoa Lư.

## Hình ảnh

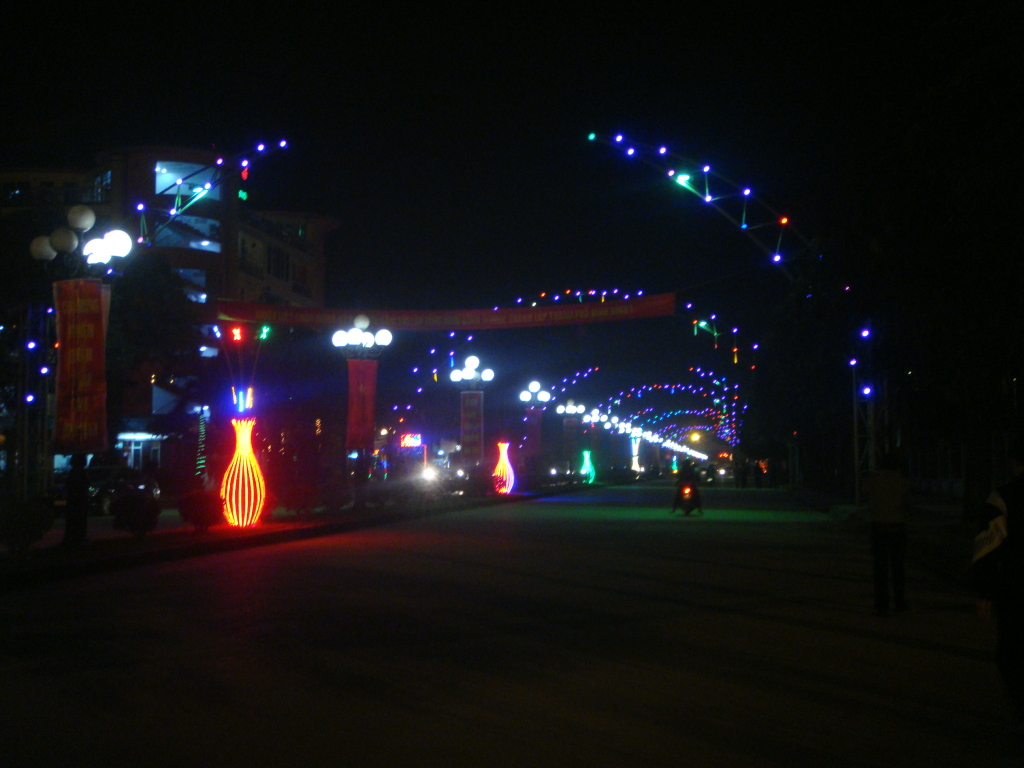
Thành phố Ninh Bình
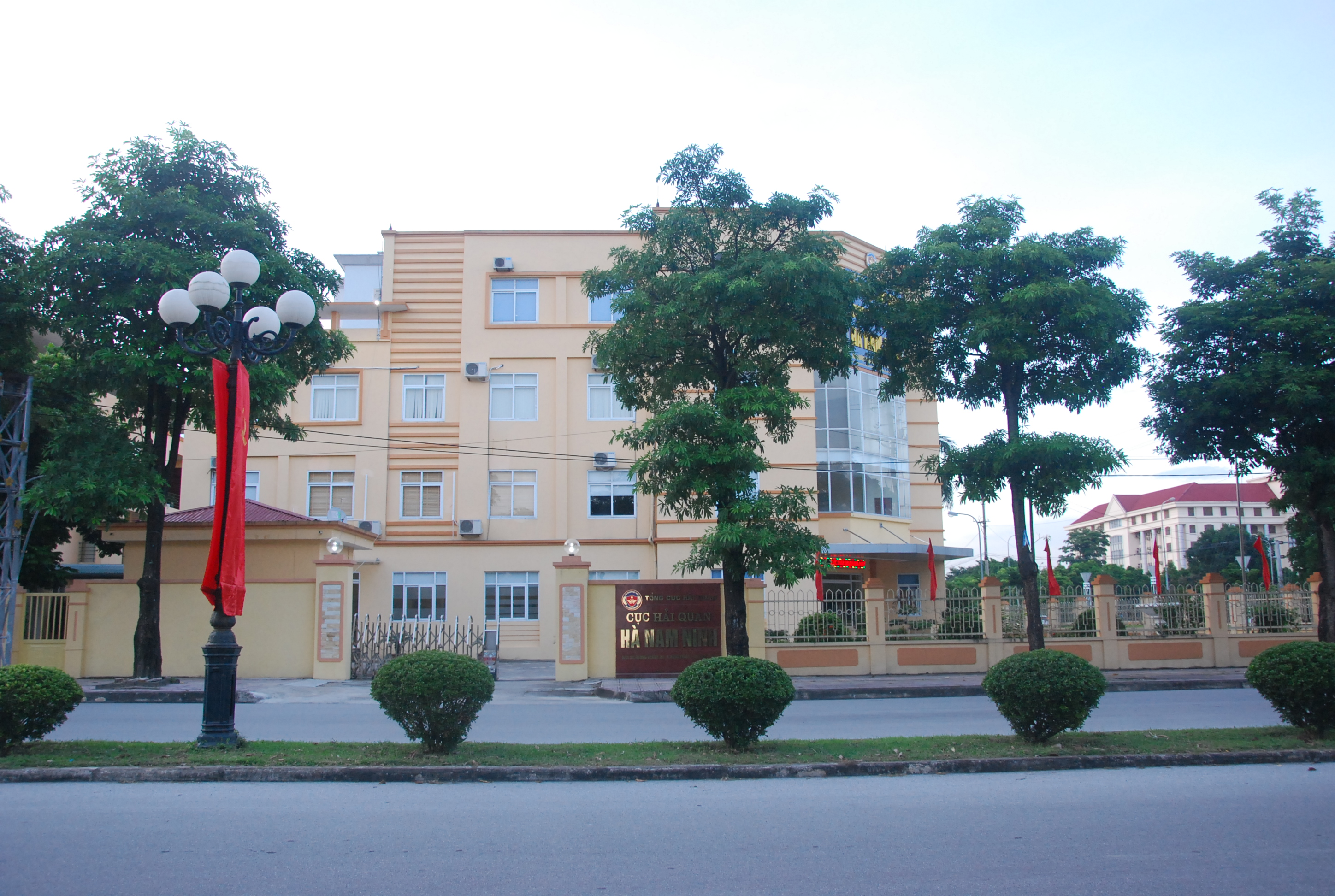
Cục hải quan Hà Nam Ninh
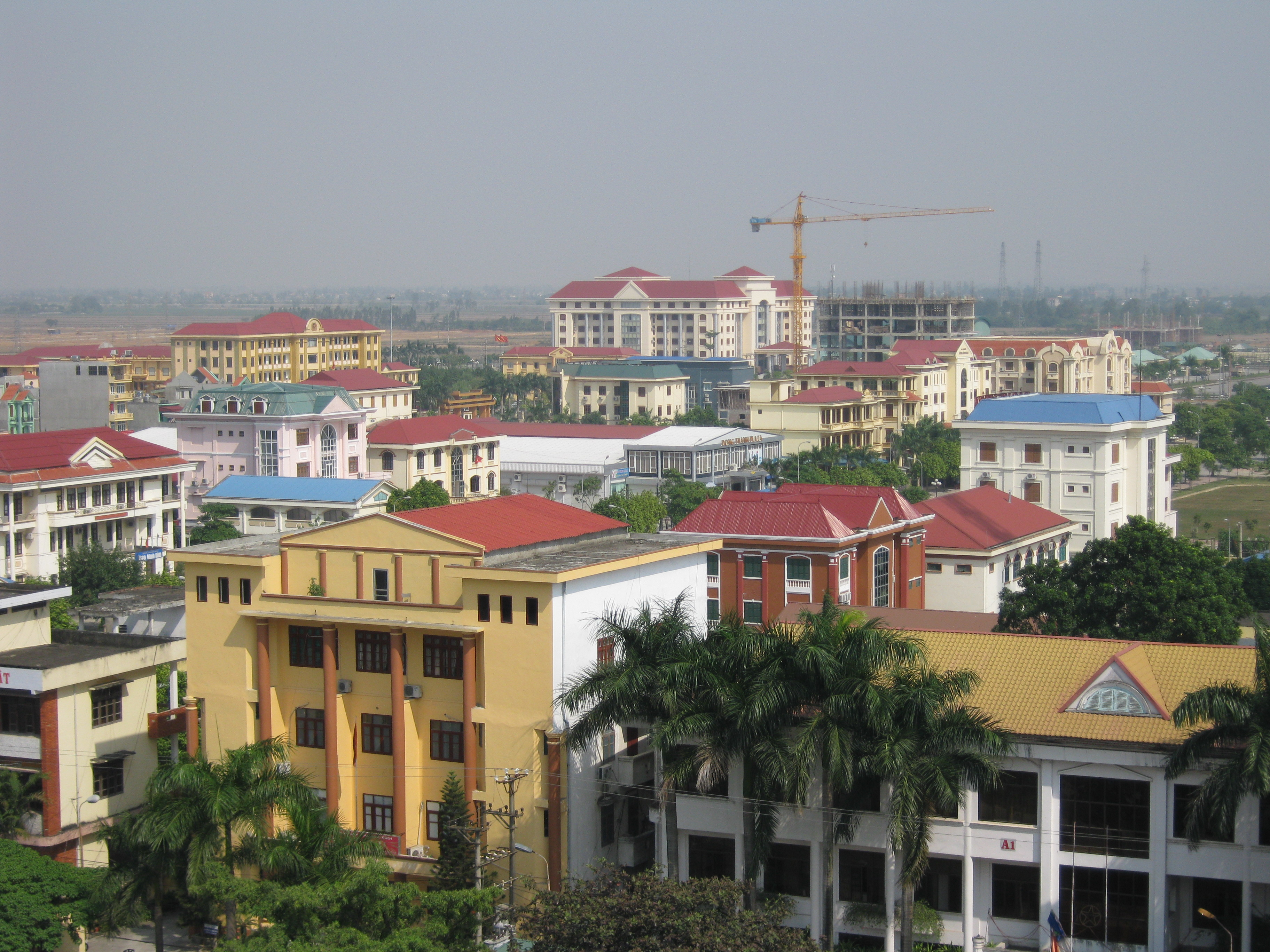
Một góc thành phố Ninh Bình
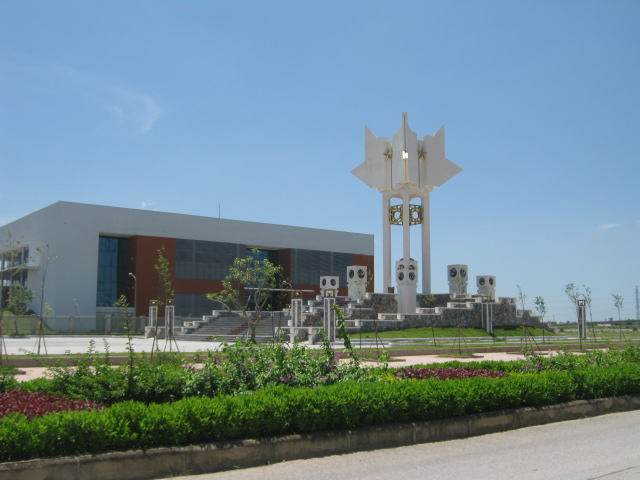
Đài liệt sĩ phường
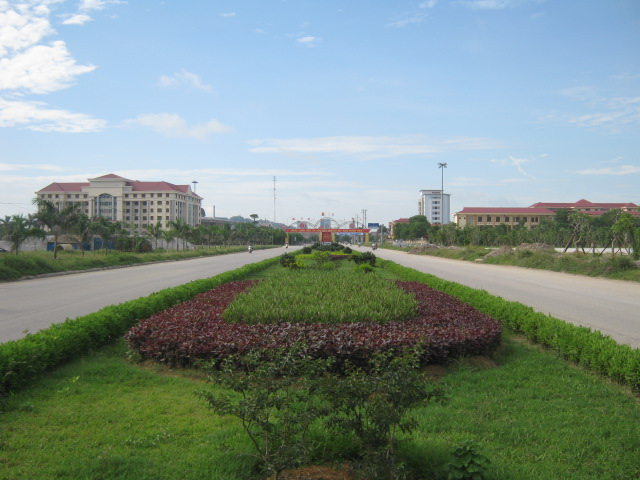
Đại lộ Đinh Tiên Hoàng
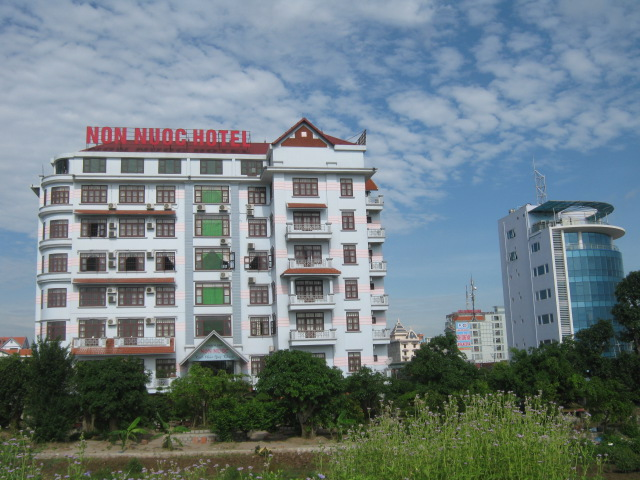
Khách sạn Non Nước
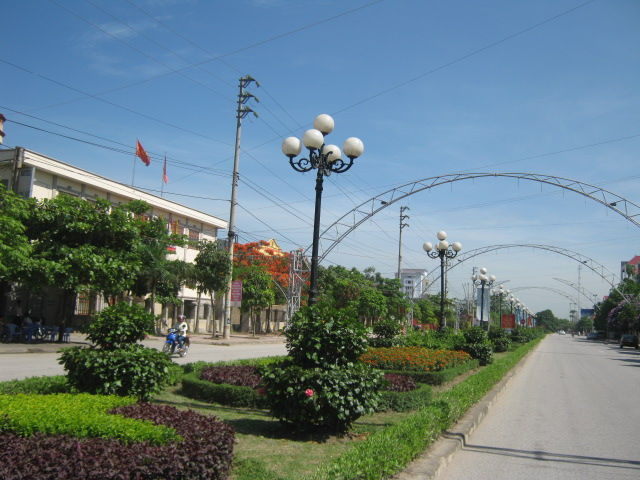
Đại lộ Đinh Tiên Hoàng
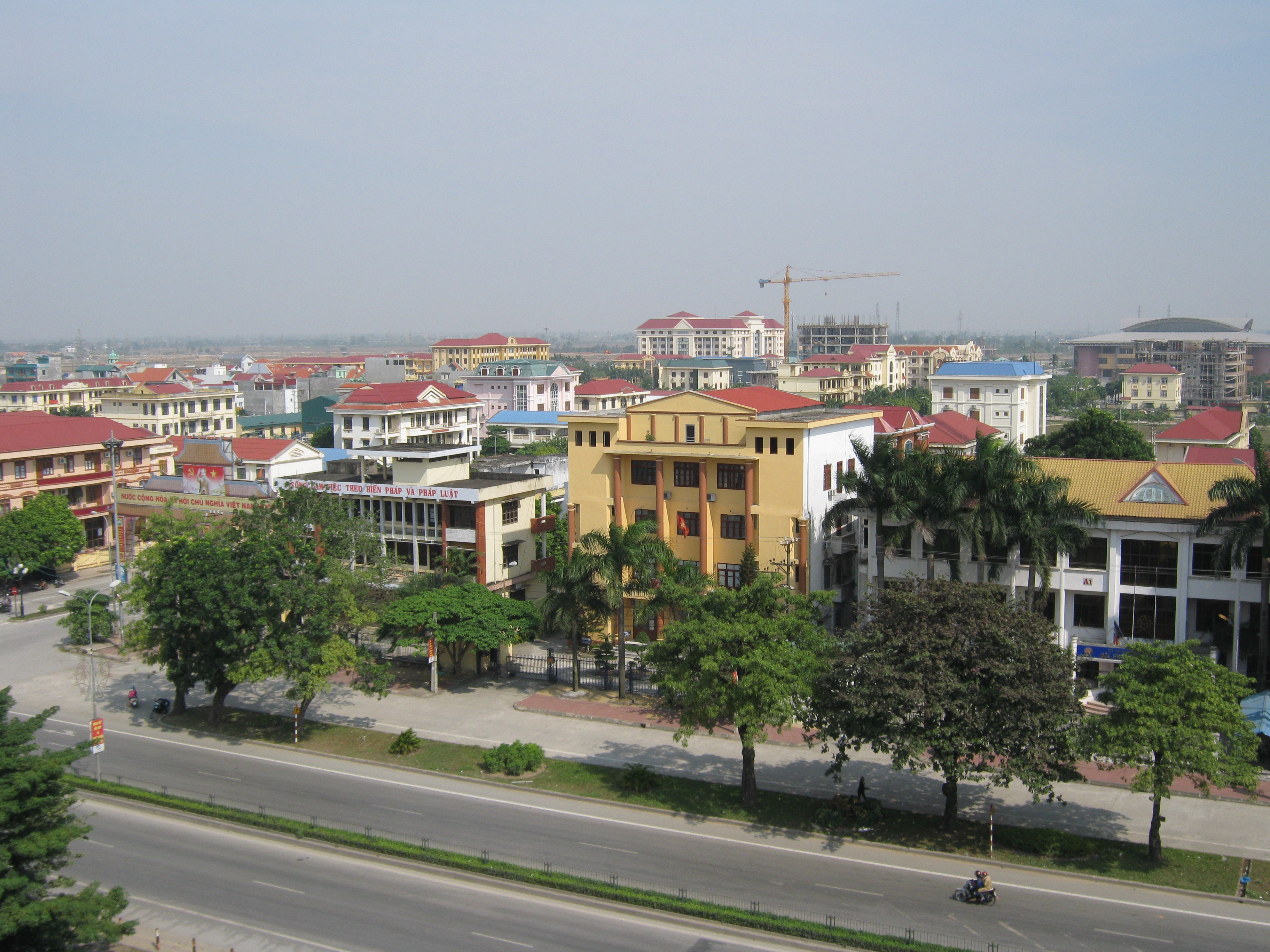
Phía đông thành phố
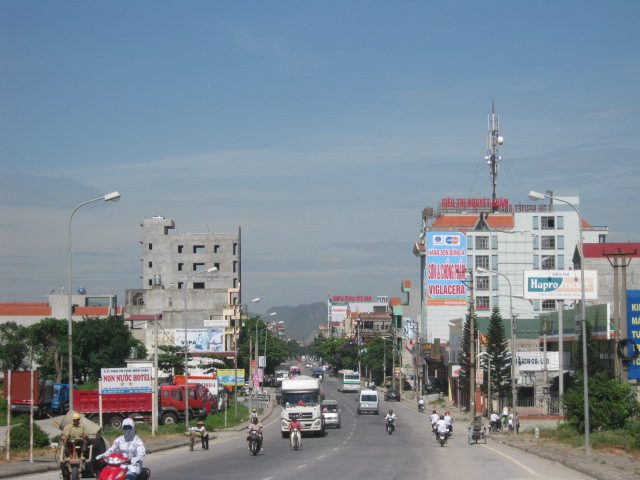
Đường Lương Văn Thăng
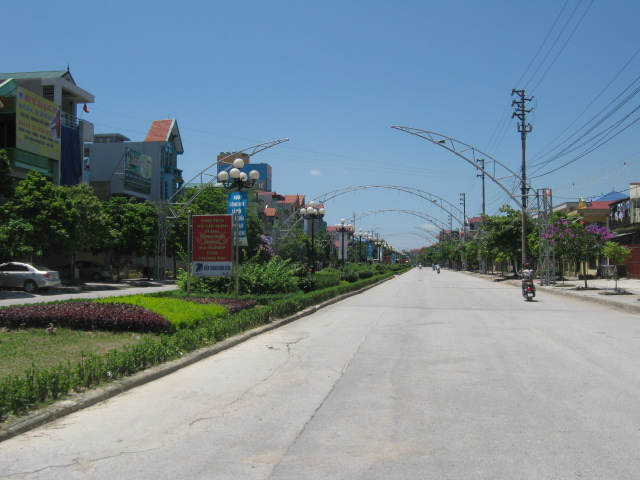
Đại lộ Đinh Tiên Hoàng